# إيريك كابيرا
إريك كابيرا (بالإنجليزية: Eric Kabera)‏ (مواليد 1970، زائير) هُو صحفي ومُخرج أفلام رواندي. كابيرا هُو أيضا مُؤسس ورئيس المركز الرواندي للسينما (بالإنجليزية: Rwanda Cinema Center)‏.

## طُفولتُه ومساره الفني
وُلد كابيرا سنة 1970 في زائير (جمهورية الكونغو الديمقراطية حاليا). عندما بدأت الإبادة الجماعية في رواندا في أبريل 1994، كان كابيرا لا يزال يعيش في جمهورية الكونغو الديمقراطية، وقد مات 32 من أفراد في أعمال العنف تلك. ألهمته هاته الأحداث لإنتاج فيلم روائي طويل سنة 2001 عن الإبادة الجماعية حمل عُنوان «100 يوم»، كما أنتج سنة 2004 فيلما وثائقيا عن هاته الإبادة تحت عُنوان «حافظات الذاكرة» (بالإنجليزية: Keepers of Memory)‏ أجرى خلاله مُقابلات مع كل من الضحايا ومُرتكبي هاته الفظائع. أخرج كابيرا فيلم 100 يوم بالتعاون مع المُخرج البريطاني نيك هيوز، وقد كان هذا الفيلم أول فيلم يُصور في رواندا بعد أحداث الإبادة الجماعية ضد التوتسي، وكان أيضًا أول فيلم روائي طويل عن الإبادة الجماعية قبل فيلم فندق رواندا. مثل في الفيلم ناجون من التوتسي والهوتو، وقد صُورت مشاهد الفيلم في نفس الأماكن التي حدثت فيها الإبادة الجماعية.

## أنشطتُه الحالية
أسس إيريك كابيرا مُؤسسة مركز رواندا للسينما، وهي مُنظمة تهدف إلى تعزيز صناعة السينما في رواندا. كانت مُهمة المركز في البداية هي تدريب المُهتمين في مجال صناعة السينما، ولكن ومنذ عام 2005، تولى المركز تنظيم مهرجان رواندا السينمائي. في الآونة الأخيرة، صرح كابيرا أن المهرجان سوف يبتعد عن التركيز فقط على قضية الإبادة الجماعية؛ وسينفتح على «القضايا الاجتماعية الأخرى» لرُواندا الحديثة.

## أعماله
| 2001 | 100 يوم            | 100 Days                    |     |     | نعم |
| 2004 | حافظات الذاكرة     | Keepers of Memory           | نعم | نعم | نعم |
| 2004 | إيسيتا: خلف الحاجز | Iseta: Behind the Roadblock |     |     | نعم |
| 2004 | أفريقيا مُتحدة      | Africa United               |     |     | نعم |

## روابط خارجية
إيريك كابيرا على موقع IMDb (الإنجليزية)
- إيريك كابيرا على موقع ألو سيني (الفرنسية)
- إيريك كابيرا على موقع أول موفي (الإنجليزية)
- إيريك كابيرا على موقع قاعدة بيانات الفيلم (الإنجليزية)
- إيريك كابيرا على موقع كينوبويسك (الروسية)